# جيروم أبت
جيروم أبت (بالإنجليزية: Jerome Apt) (28 أبريل 1949) رائد فضاء أمريكي وأستاذ في جامعة كارنيغي ميلون.

## عن حياته
ولد في 28 أبريل 1949 في في ولاية ماساتشوستس في الولايات المتحدة وتخرج من أكاديمية شادي سايد في بيتسبرغ، بنسلفانيا في عام 1967.

## الحياة المهنية
قبل أن يصبح رائد فضاء، كان جيروم عالم فيزيائي ويعتبر أحد الأشخاص الذي عملوا على مشروع المسبار الفضائي بيونير على كوكب الزهرة عام 1978، والذي كان يهتم باستخدام تقنيات الضوء المرئي والأشعة تحت الحمراء لدراسة الكواكب والأقمار في النظام الشمسي من المراصد الأرضية.